# Stazione di Tremestieri
La stazione di Tremestieri è una fermata ferroviaria posta sulla linea Messina-Siracusa. Serve il centro abitato di Tremestieri, frazione del comune di Messina.